# Albrecht Platou
Albrekt Hans Klaus Platou (známý jako Albrecht Platou, 24. ledna 1878, Maniitsoq – 21. prosince 1948, Napasoq) byl grónský lovec a zemský rada zasedající v druhé jihogrónské zemské radě.

## Životopis
Albrecht Platou byl synem lovce Kristiana Ole Nielse Adama Hanse Platoua (1850–?) a jeho manželky Bodil Lovise Augusty Sáry Lyberthové (1852–?). Jeho pradědečkem byl inspektor Jižního Grónska Christian Alexander Platou. Albrecht byl stejně jako jeho otec lovcem a členem Forstanderskabu. Později byl také členem obecní rady a v roce 1917 byl na jedno volební období zvolen do druhé jihogrónské zemské rady. Zasedání v roce 1921 se nezúčastnil. Albrecht Platou zemřel koncem roku 1948 ve věku 70 let.